# (717) Визибада
(717) Визибада (лат. Wisibada) — небольшой астероид из группы главного пояса, который был открыт 26 августа 1911 года немецким астрономом Францем Кайзером в Гейдельбергской обсерватории и назван в честь немецкого города Висбаден (лат. Wisibada), откуда родом астроном.

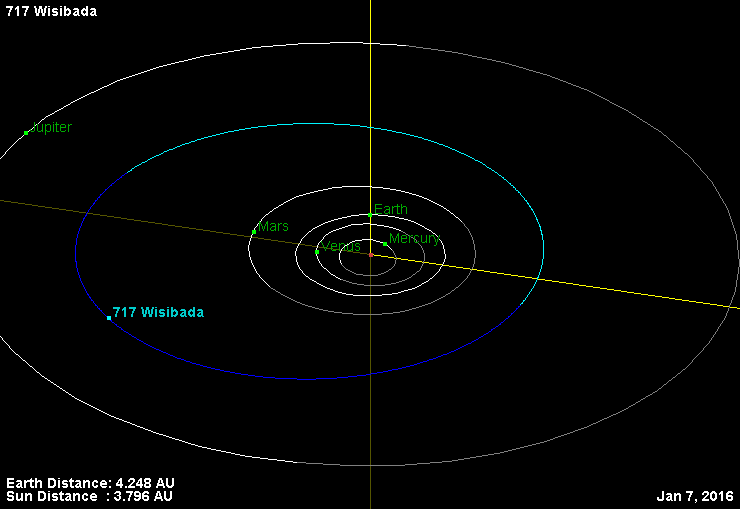
Орбита астероида Визибада и его положение в Солнечной системе